# جين ديلانوي
جين ديلانوي (بالفرنسية: Jean Delannoy)‏
```
ولد في 
12
 
يناير
 
1908
 
بفرنسا
، وتوفى في 
18
 
يونيو
 
2008
 
بفرنسا
.
```